# 35-та армія (СРСР)
Три́дцять п'ята а́рмія (35 А) — оперативне об'єднання сухопутних військ радянських військ, загальновійськова армія у складі Збройних сил СРСР під час Другої світової війни з 22 липня 1941 по 1 жовтня 1945.

## Командування
- Командувачі:
  - генерал-майор Зайцев В. О. (липень 1941 — червень 1945);
  - генерал-лейтенант, з вересня 1945 генерал-полковник Захватаєв Н.Д (червень 1945 — до кінця радянсько-японської війни).